# The Bank
The Bank – osada w Anglii, w hrabstwie Cheshire, w dystrykcie (unitary authority) Cheshire East. Leży 13,8 km od miasta Crewe, 44,6 km od miasta Chester i 230,3 km od Londynu. W 2015 miejscowość liczyła 617 mieszkańców.